# Guatraché (kommunhuvudort i Argentina)
Guatraché är en kommunhuvudort i Argentina.   Den ligger i provinsen La Pampa, i den centrala delen av landet, 600 km sydväst om huvudstaden Buenos Aires. Guatraché ligger 174 meter över havet och antalet invånare är 5 271.
Terrängen runt Guatraché är platt. Trakten runt Guatraché är nära nog obefolkad, med mindre än två invånare per kvadratkilometer.. Guatraché är det största samhället i trakten.
Omgivningarna runt Guatraché är i huvudsak ett öppet busklandskap.